# Tusmørke
 For alternative betydninger, se Tusmørke (flertydig). (Se også artikler, som begynder med Tusmørke)
Tusmørke er betegnelsen for det tidsrum hvor solen er gået ned, men stadig er mindre end et vist antal grader under horisonten. Der er defineret 3 former for tusmørke: borgerligt, nautisk og astronomisk tusmørke:
- Borgerligt tusmørke defineres ved, at solens centrum er mellem 0 og 6 grader under horisonten. Borgerligt tusmørke er hvad vi almindeligvis betegner som tusmørke. Som hovedregel kan udendørs aktiviteter foregå uden kunstigt lys, og både horisonten og genstande på jorden kan tydeligt ses.
- Nautisk tusmørke defineres ved, at solens centrum er mellem 6 og 12 grader under horisonten. Her kan navigatører med en sekstant lige akkurat se horisonten (egentlig kiming som er kanten mellem hav og himmel) og samtidig se de stærke stjerner på himmelen og her måle vinklen mellem kiming og stjerne til beregning af ens position.
- Astronomisk tusmørke defineres ved, at solens centrum er mellem 12 og 18 grader under horisonten. Ved astronomisk tusmørke ses et mere eller mindre kraftigt genskær af solens lys på nattehimlen. Når der er astronomisk tusmørke hele natten, kalder vi det i Danmark for lyse nætter.

Når solens centrum er mere end 18 grader under horisonten, kaldes det nattemørke.
Overgangen mellem dag og nat benævnes aftenskumring, aftendæmring, mørkning og skumring - hvorimod overgangen mellem nat og dag benævnes morgendæmring, dæmring og gry.